# Trachea mnionia
Trachea mnionia är en fjärilsart som beskrevs av Paul Dognin 1914. Trachea mnionia ingår i släktet Trachea och familjen nattflyn. Inga underarter finns listade i Catalogue of Life.